# Kongsdal
Kongsdal (dt. Königdtal) ist ein alter Gutshof im westlichen Teil der dänischen Insel Seeland (dänisch Sjælland). Das erstmals 1180 erwähnte Anwesen befindet sich etwa 14 km südwestlich von Holbæk im Kirchspiel Undløse Sogn der Kommune Holbæk. Das seit etwa 1280 Tygestrup genannte Gut erhielt 1669, als es in den Besitz von König Friedrich III. überging, die Bezeichnung Kongsdal. Unter Denkmalschutz steht das 1598 von Peder Reedtz gebaute Hauptgebäude.
Den Eigentümern von Kongsdal oblag das Kirchenpatronat für die etwa fünf Kilometer entfernte Kirche von Undløse von 1687 bis zur Privatisierung des Gutes im Juli 1910.

## Eigentümer von Kongsdal
- (vor 1180) Absalon
- (1180–1280) Kloster Sorø

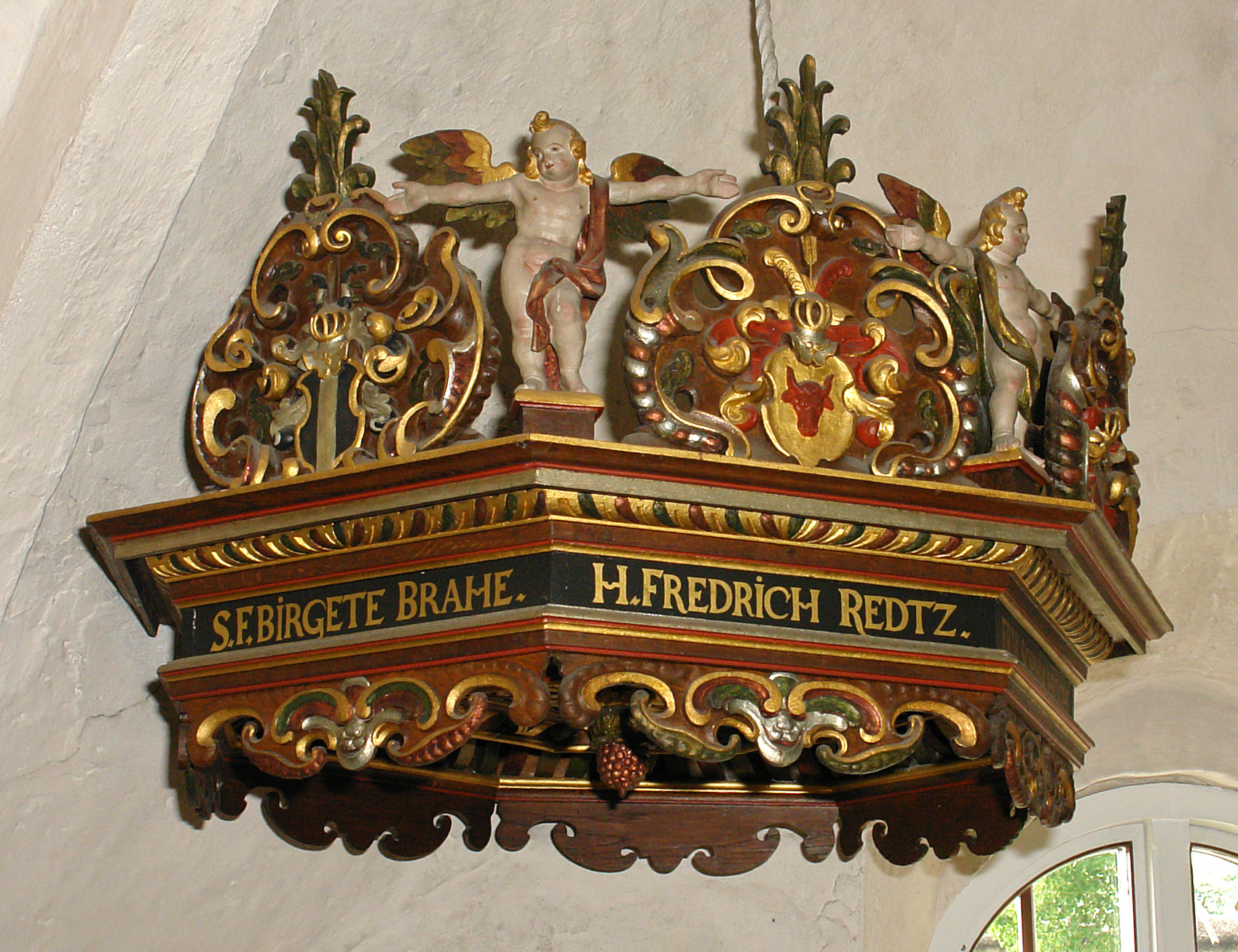
Kanzelhaube in der Kirche von Undløse. Frederik Reedtz hat der Kirche umfangreich Inventar geschenkt

- (1280–1309) Stig Andersen Hvide d. Ä.
- (1309–1315) Anders Stigsen Hvide
- (1315–1361) Stig Andersen Hvide
- (1361–1536) Kloster Antvorskov
- (1536–1587) Kronen
- (1587–1607) Peder Reedtz
- (1607–1609) Witwe Reedtz
- (1609–1655) Frederik Pedersen Reedtz
- (1655–1669) Peder Frederiksen Reedtz
- (1669–1670) Friedrich III.
- (1670–1671) Christian V.
- (1671–1672) Christopher Parsberg
- (1672–1681) Otto Pogwisch
- (1681–1698) Valdemar Christopher Gabel
- (1698–1703) Caspar von Bartholin
- (1703–1714) Lars Andersen
- (1714–1725) Gregers Juel
- (1725–1731) Jacob Hjort
- (1731–1748) Johannes (Johan) von Schack († 1748[1])
- (1748–1750) Adolph Heinrich von Staffeldt († 24. Oktober 1759[1])
- (1750–1751) Anna Catharina von der Maase († 31. Januar 1786[1]), verh. von Staffeldt, verh. von Hauch
- (1751–1756) Andreas von Hauch († 19. Mai 1782[1])
- (1756–1769) Christian Albrecht von Massow von der Osten
- (1769–1794) Lorenz Lassen
- (1794–1812) Niels Lassen
- (1812–1814) Edvard Gram / Peder Bech
- (1814–1815) Edvard Gram
- (1815–1835) Jacob Benzon Resch
- (1835–1846) Hector Frederik Janson Estrup
- (1846–1907) Jacob Brønnum Scavenius Estrup
- (1907–1914) Hector Estrup
- (1914–1941) Mathilde Juel verh. Estrup
- (1941–1963) Iakob Estrup
- (1963–1990) Iakob Estrup
- (1990-) Hans Iakob Estrup